# حمض السيلينوز
حمض السيلينوز هو حمض أكسجيني لعنصر السيلينيوم صيغته H2SeO3، ويوجد على شكل بلورات بيضاء سهلة الاسترطاب. تدعى أملاح هذا الحمض باسم سيلينيت.

## التحضير
يمكن أن يحضر هذا الحمض من إذابة ثنائي أكسيد السيلينيوم في الماء، أو من تفاعل عنصر السيلينيوم مع حمض النتريك:
{\displaystyle \mathrm {SeO_{2}+H_{2}O\longrightarrow H_{2}SeO_{3}} }
{\displaystyle \mathrm {Se+4\ HNO_{3}\longrightarrow H_{2}SeO_{3}+4\ NO_{2}+H_{2}O} }

## الخواص
يوجد المركب في الشروط القياسية على شكل صلب بلوري أبيض، سهل الاسترطاب، وهو ذو انحلالية جيدة في الماء، وتبلغ قيمة ثابت تفكك الحمض الأولى مقدار 2.62 أما الثانية فمقدارها 8.32؛ بالتالي فهو حمض ثنائي البروتون.
{\displaystyle \mathrm {H_{2}SeO_{3}\rightleftharpoons \ H^{+}+HSeO_{3}^{-}} }
{\displaystyle \mathrm {HSeO_{3}^{-}\rightleftharpoons \ H^{+}+SeO_{3}^{2-}} }

## الاستخدامات
توجد لحمض السيلينوز استخدمات في صناعة الفولاذ؛ كما يستخدم ضمن المؤكسدات في الاصطناع العضوي.